# غوردون واتسون (صحفي)
غوردون واتسون (بالإنجليزية: Clement Gordon Watson)‏ هو صحفي نيوزلندي، ولد في 1912، وتوفي في 1945.